# Darth Vader
Darth Vader, ook wel Anakin Skywalker genoemd, is een personage uit de Star Wars-films.  Hij is door ernstige brandwonden, die hij heeft opgelopen tijdens een gevecht op Mustafar (Star Wars: Episode III: Revenge of the Sith), getransformeerd tot een Cyborg. Hij is als Sith-leerling ondergeschikt aan keizer Palpatine, ook bekend als Darth Sidious.
In de jaren 1977, 1980 en 1983 werd Darth Vader gespeeld door acteur David Prowse en stuntman Bob Anderson. Zijn stem werd echter ingesproken door James Earl Jones, omdat diens stem veel zwaarder, duisterder en dreigender klonk.

## Personage
Darth Vader is een dienaar van de kwaadaardige keizer Palpatine (Darth Sidious) en een wreed persoon. Hij is vooral te herkennen aan zijn donkere kostuum, zijn zware stem, en zijn enorme omvang. Hij wordt zowel gevreesd door de Rebellen, als door zijn eigen troepen.

## Films

### Episode IV: A New Hope
Voor het begin van de eerste Star Wars-film hebben de Rebellen die de Keizer bevechten de plannen gestolen van de Death Star, een ruimtestation zo groot als een maan, waarmee een hele planeet kan worden opgeblazen. Nu is Darth Vader erop uit dit ontwerp weer terug te geven aan de Keizerlijke overheid. De film begint met de arrestatie van Prinses Leia door Darth Vader, op verdenking van lidmaatschap van de Rebellenalliantie. Vader laat haar schip doorzoeken, maar Leia heeft het ontwerp net op tijd in het geheugen van de robot R2-D2 gezet, die het schip heeft kunnen verlaten. R2-D2 komt bij een doodgewone jongen terecht, Luke Skywalker, die als gevolg van deze gebeurtenis contact opneemt met Obi-Wan Kenobi. Luke krijgt via Obi-Wan te horen dat zijn vader, Anakin Skywalker, is vermoord door Darth Vader. Ook komt hij te weten dat Darth Vader ooit een leerling van Obi-Wan was. Hij werd opgeleid om, net als Obi-Wan, een Jedi te worden, een lid van een ridderorde die de Kracht hanteert om vrede en gerechtigheid te bewaken in de toenmalige Galactische Republiek.
Ondertussen martelt Darth Vader Leia om haar de locatie van de Rebellenbasis te laten vertellen. Vader is in deze film nog ondergeschikt aan een andere dienaar van de Keizer, Grootmoff Tarkin. Hij heeft de leiding over de Death Star en laat, in het bijzijn van Darth Vader en Leia, Alderaan, de thuisplaneet van Leia opblazen.
Leia wordt uiteindelijk gered en Darth Vader weet zijn oude Jedi Meester Obi-Wan Kenobi te verslaan tijdens een duel. Kenobi verdwijnt en wordt één met de Kracht. Dankzij het ontwerp weten de Rebellen hoe ze de Death Star kunnen vernietigen en het is Luke die hier persoonlijk in slaagt. Vader weet echter te ontsnappen aan de explosie.

### Episode V: The Empire Strikes Back
Darth Vader weet de Rebellen drie jaar na de vernietiging van de Death Star te vinden op de ijsplaneet Hoth. Vader wint de Slag om Hoth en jaagt de Millennium Falcon - het schip van Han Solo, een tegenstander van de Keizer - op met de Keizerlijke vloot. Vader krijgt van de Keizer te horen dat deze een grote storing in de Kracht heeft gevoeld, omdat Luke Skywalker een groot gevaar voor hem vormt. Vader biedt daarom een dienst aan: hij zal Luke overhalen het Keizerrijk te dienen. De Keizer stemt hiermee in.
Vader rekent de crew van de Millennium Falcon in met de hulp van Lando Calrissian die Cloud City beheert op de planeet Bespin. Han Solo wordt ingevroren in carboniet en verscheept door de premiejager Boba Fett naar de gangster Jabba de Hutt op de woestijnplaneet Tatooine. Vader wil Luke namelijk ook invriezen voor zijn transport naar de Keizer op Coruscant. Tijdens een fel lichtzwaardduel met Luke verslaat de machtige Darth Vader hem, en snijdt Luke's hand eraf. Als Vader Luke vervolgens probeert over te halen zich bij hem aan te sluiten, kruipt Luke naar een smal object boven de diepte - waar hij makkelijk van af kan vallen - terwijl Vader veilig op een groot oppervlak blijft staan. Als Vader zegt dat Obi-Wan nooit heeft verteld wat er met Luke's vader is gebeurd, zegt Luke dat Obi-Wan genoeg heeft verteld. Hij heeft immers gezegd dat Darth Vader zijn vader heeft vermoord. Hierop krijgt Luke eindelijk de waarheid te horen: De duistere Sith Lord is Luke's vader.
Deze scène staat te boek als een van de opzienbarendste plotwendingen in de filmgeschiedenis.
Citaat

Luke. You can destroy the Emperor. He has foreseen this. It is your destiny. Join me, and together we can rule the galaxy as father and son. Come with me. It's the only way.

Nadat Vader zijn zoon heeft aangeboden de Keizer van zijn troon te stoten en samen zijn plaats in te nemen, ontsnapt de jonge Jedi door zich te laten vallen en de Kracht te gebruiken om zijn val te breken en probeert Vader hem met de Kracht op te roepen tijdens Luke's ontsnapping met de Millennium Falcon.

### Episode VI: Return of the Jedi
Na een jaar komt Luke weer voor Darth Vader te staan. Maar nu heeft hij zijn eigen lichtzwaard geconstrueerd en is hij een machtige Jedi Ridder geworden onder de lessen van Yoda die een natuurlijke dood is gestorven op Dagobah. Yoda heeft inmiddels bevestigd dat Darth Vader Luke's vader is. Daarnaast zegt de geest van Obi-Wan tegen Luke dat Leia zijn tweelingzus is.
Vader brengt Luke voor de Keizer, die aan boord is van de tweede Death Star. Hij heeft heel andere plannen met Luke dan Darth Vader had gedacht. De Keizer wil Darth Vader namelijk vervangen door Luke Skywalker. Darth Vader peilt Luke en leert dat Leia Organa behalve een Rebel, ook zijn bloedeigen dochter is. Omdat Luke een gevecht uit de weg gaat, tart hij zijn zoon met de opmerking dat als hij niet over te halen is naar de Duistere Kant, het de beurt is aan Leia. Luke reageert furieus. Na een episch duel van rood tegen groen verslaat Luke Darth Vader en hakt zijn hand eraf. De Keizer lacht en moedigt Luke aan om zijn vader te doden en zijn plaats in te nemen. Luke schakelt echter zijn lichtzwaard uit en zegt dat de Keizer gefaald heeft. Hij is een Jedi, net als zijn vader voor hem. Hierop komen er Krachtbliksems uit de vingertoppen van de Keizer. Als Luke niet kan worden overgehaald, zal hij moeten worden vernietigd. Maar dan staat Darth Vader op en pakt zijn kwaadaardige Meester op in een ijzeren greep. Vervolgens gooit Vader hem in de kernreactor van de tweede Death Star en vervult Anakin Skywalker de profetie alsnog. Als Vader/Anakin sterft, zijn de Sith vernietigd en is de Kracht weer in balans. Voordat Anakin sterft, vraagt hij Luke om zijn masker weg te halen zodat hij zijn zoon met zijn eigen ogen kan bekijken. Luke cremeert Anakin Skywalker op de Bosmaan van Endor en ziet hem als geest bij de overwinning op het Galactische Keizerrijk dat door de Rebellenalliantie is verslagen.

## Acteurs

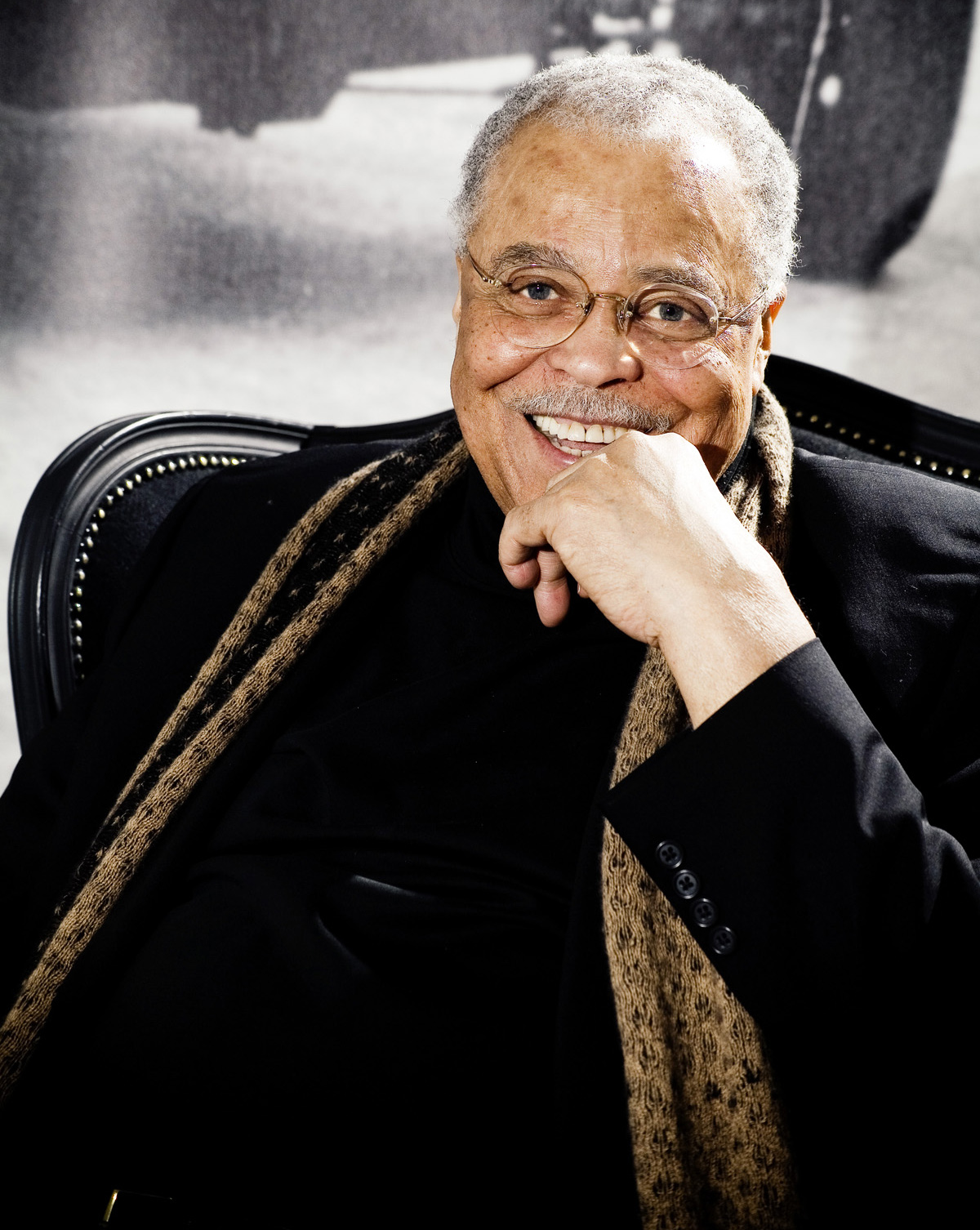
James Earl Jones, de stem van Darth Vader

In de eerste drie opgenomen films (Episodes IV, V en VI) speelt David Prowse de rol van Darth Vader (behalve in enkele gevechtsscènes, waar Bob Anderson hem speelt). De stem wordt gedubd door de acteur James Earl Jones. In deze films is het gezicht van Darth Vader slechts twee keer te zien. Vlak voordat Darth Vader overlijdt, in Episode VI, wordt zijn masker afgedaan en wordt hij gespeeld door Sebastian Shaw. Later is hij te zien als geest. In de oorspronkelijke versie is Shaw hier opnieuw te zien, maar in de opnieuw uitgebrachte dvd-versie is deze geestverschijning aangepast, zodat Hayden Christensen te zien is. Hayden speelde Anakin Skywalker in de prequeltrilogie (Episodes I, II en III), het personage dat aan het eind van Episode III transformeert in Darth Vader. Hayden Christensen verschijnt in de televisieserie Obi-Wan Kenobi als Darth Vader.
Daarnaast wordt Darth Vader ook nog door andere acteurs gespeeld in een aantal videospellen. In een hoorspel uit de jaren 80 en 90 werd zijn stem door Brock Peters ingesproken. Voor verschillende videospellen werd zijn stem ingesproken door Matt Sloan en later door Scott Lawrence.

## Cultureel fenomeen
Darth Vader wordt als een van de grootste slechteriken in de westerse filmcultuur gezien. Het personage komt dan ook geregeld voor in media buiten de Star Wars-franchise (doorgaans in een gast- of cameorol), en is meermaals geparodieerd.

## Trivia
- De keversoort Agathidium vaderi is genoemd naar Darth Vader.
- De haftsoort Darthus vadorus is genoemd naar Darth Vader.
- Darth Vader wordt in veel media geparodieerd, bijvoorbeeld als "Dark Helmet" in de film Spaceballs, als "Dark Laser" in de serie Fairly Odd Parents en als jongere broer in de online-serie Chad Vader - Day Shift Manager.
- In Episode IV is Darth Vader op geen enkel hemellichaam aanwezig; hij bevindt zich enkel binnen ruimtevaartuigen.
- Professioneel darter John Part gebruikt The Imperial March als opkomstnummer tijdens dartwedstrijden. Z'n bijnaam "Darth Maple" is ook gebaseerd op de naam Darth Vader.
- Darth Vaders kostuum is gebaseerd op dat van een Japanse samoerai. Een andere inspiratiebron was Heinrich Himmler, die eveneens in zwart gekleed ging.[bron?]
- Tijdens de burgeroorlog in Oekraïne transformeerden inwoners van Odessa een standbeeld van Lenin in Darth Vader.[1]